# Сониха
Сониха — деревня в Сокольском районе Вологодской области.
Входит в состав Нестеровского сельского поселения, с точки зрения административно-территориального деления — в Нестеровский сельсовет.
Расстояние по автодороге до районного центра Сокола — 43 км, до центра муниципального образования Нестерова — 12 км. Ближайшие населённые пункты — Большой Двор, Иваниха, Грибцово, Исаево, Медведево, Копосиха.
По переписи 2002 года население — 3 человека.